# Simancas

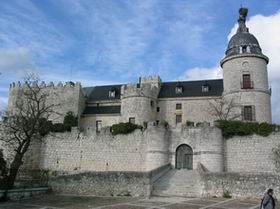
Castillo Simancas

Simancas là một đô thị trong tỉnh Valladolid, Castile và León, Tây Ban Nha. Cách thủ phủ tỉnh là Valladolid 8 dặm về phía tây nam, dân số xấp xỉ 4.009 (2002).
41°35′B 4°49′T / 41,583°B 4,817°T